# Olympische Jugend-Winterspiele 2020/Teilnehmer (Japan)
| Gelbes Symbol für Goldmedaillen mit stilisierten Olympischen Ringen | Graues Symbol für Silbermedaillen mit stilisierten Olympischen Ringen | Braundes Symbol für Bronzemedaillen mit stilisierten Olympischen Ringen |
| ------------------------------------------------------------------- | --------------------------------------------------------------------- | ----------------------------------------------------------------------- |
| 9                                                                   | 7                                                                     | 1                                                                       |

Japan nahm an den Olympischen Jugend-Winterspielen 2020 im Schweizerischen Lausanne mit 70 Athleten (43 Mädchen und 27 Jungen) in 14 Sportarten teil.

## Medaillen

### Medaillenspiegel
| Rang   | Sportart              | Gold | Silber | Bronze | Gesamt |
| ------ | --------------------- | ---- | ------ | ------ | ------ |
| 1      | Snowboard             | 4    | 3      | —      | 2      |
| 2      | Eisschnelllauf        | 3    | 1      | 1      | 2      |
| 3      | Eishockey             | 1    | —      | —      | 2      |
| 3      | Eiskunstlauf          | 1    | —      | —      | 2      |
| 5      | Curling               | —    | 1      | —      | 1      |
| 5      | Nordische Kombination | —    | 1      | —      | 1      |
| 5      | Skispringen           | —    | 1      | —      | 1      |
| Gesamt | Gesamt                | 9    | 7      | 1      | 17     |

### Medaillengewinner
| Name/n | Sportart              | Wettkampf                  |
| --- | --------------------- | -------------------------- |
| Gold |                       |                            |
| Yudai Yamamoto | Eisschnelllauf        | 500 m                      |
| Motonaga Arito | Eisschnelllauf        | 1000 m                     |
| Motonaga Arito | Eisschnelllauf        | Massenstart                |
| Yuma Kagiyama | Eiskunstlauf          | Einzel                     |
| Ruka Hirano | Snowboard             | Halfpipe                   |
| Ryoma Kimata | Snowboard             | Big Air                    |
| Hinari Asanuma | Snowboard             | Big Air                    |
| Mitsuki Ono | Snowboard             | Halfpipe                   |
| Yuka Chujo Yuzuyu Fujii Nao Fukuda Komomo Itō Makoto Itō Minami Kamada Kaaya Komoto Nagomi Murakami Rio Noro Riri Noro Hina Shimomukai An Shinoda Himari Suzuki Masaki Tanabe Kyoka Tsutsumi Harua Umemori Reina Sato | Eishockey             | Mannschaft                 |
| Silber |                       |                            |
| Manon Kaji | Snowboard             | Halfpipe                   |
| Kaishu Hirano | Snowboard             | Halfpipe                   |
| Aoto Kawakami | Snowboard             | Big Air                    |
| Ayane Miyazaki | Nordische Kombination | Normalschanze / 4 km       |
| Yuka Takahashi | Eisschnelllauf        | 1000 m                     |
| Takumi Maeda Momoha Tabata Asei Nakahara Mina Kobayashi | Curling               | Mixed-Team                 |
| Ayane Miyazaki Yuto Nishikata Machiko Kubota Sota Kudo | Skispringen           | Teamspringen Normalschanze |
| Bronze |                       |                            |
| Yukino Yoshida | Eisschnelllauf        | 500 m                      |

## Teilnehmer nach Sportarten

### Biathlon
| Athleten                                         | Wettbewerbe          | Zeit        | Fehler       | Rang |
| ------------------------------------------------ | -------------------- | ----------- | ------------ | ---- |
| Jungen                                           |                      |             |              |      |
| Taiki Itō                                        | 7,5 km Sprint        | 24:27,9 min | 5 (2+3)      | 81   |
| Taiki Itō                                        | 12 km Einzel         | 46:57,6 min | 13 (3+5+4+1) | 91   |
| Keita Momen                                      | 7,5 km Sprint        | 25:35,7 min | 7 (3+4)      | 90   |
| Keita Momen                                      | 12 km Einzel         | 43:19,5 min | 8 (3+3+1+1)  | 81   |
| Chiharu Ueda                                     | 7,5 km Sprint        | 22:38,0 min | 5 (1+4)      | 52   |
| Chiharu Ueda                                     | 12 km Einzel         | 42:20,7 min | 10 (2+4+2+2) | 71   |
| Mädchen                                          |                      |             |              |      |
| Kurea Masuoka                                    | 6 km Sprint          | 23:18,7 min | 2 (1+1)      | 75   |
| Kurea Masuoka                                    | 10 km Einzel         | 43:44,6 min | 7 (3+1+2+1)  | 78   |
| Misa Sasaki                                      | 6 km Sprint          | 23:32,6 min | 5 (3+2)      | 78   |
| Misa Sasaki                                      | 10 km Einzel         | 40:58,3 min | 7 (2+3+1+1)  | 66   |
| Mixed                                            |                      |             |              |      |
| Misa Sasaki Chiharu Ueda                         | Single Mixed-Staffel | 52:38,7 min | 4+9 6+11     | 28   |
| Misa Sasaki Kurea Masuoka Chiharu Ueda Taiki Itō | Mixed-Staffel        | 1:33:11,3 h | 7+10 7+11    | 24   |

### Curling
| Wettbewerb    | Mixed-Team                                                                  |
| ------------- | --------------------------------------------------------------------------- |
| Athleten      | Takumi Maeda Momoha Tabata Asei Nakahara Mina Kobayashi                     |
| Vorrunde      | Schweden 7:4 Tschechien 8:1 Vereinigte Staaten 8:2 Italien 6:7 Lettland 9:4 |
| Viertelfinale | Kanada 5:4                                                                  |
| Halbfinale    | Neuseeland 8:4                                                              |
| Finale        | Norwegen 4:5                                                                |
| Platzierung   | Silber                                                                      |

Im Mixed-Doppel, kam der Partner immer aus einem anderen Land, somit spielten nur gemischte Mannschaften in diesem Wettbewerb mit.
| Athleten                            | Wettbewerb   | 1. Runde                       | 1. Runde | 2. Runde                            | 2. Runde      | 3. Runde                      | 3. Runde      | 4. Runde                | 4. Runde      | Halbfinale              | Halbfinale    | Finale/Platz 3                       | Finale/Platz 3 | Rang |
| Athleten                            | Wettbewerb   | Gegner                         | Erg      | Gegner                              | Erg           | Gegner                        | Erg           | Gegner                  | Erg           | Gegner                  | Erg           | Gegner                               | Erg            | Rang |
| ----------------------------------- | ------------ | ------------------------------ | -------- | ----------------------------------- | ------------- | ----------------------------- | ------------- | ----------------------- | ------------- | ----------------------- | ------------- | ------------------------------------ | -------------- | ---- |
| Mixed                               |              |                                |          |                                     |               |                               |               |                         |               |                         |               |                                      |                |      |
| Mina Kobayashi Leo Tuaz             | Mixed Doppel | Zuzana Pražáková Mooin Si-woo  | 6:5      | Karolina Jensen Zhai Zhixin         | 8:7           | Klaudia Szmidt Jamie Rankin   | 9:2           | Laura Nagy Nathan Young | 1:8           | Laura Nagy Nathan Young | 2:6           | Platz 3: Pei Junhang Vít Chabičovský | 3:7            | 4    |
| Gabriela Rogic Farias Asei Nakahara | Mixed Doppel | Zoe Antes Kristóf Szarvas      | 2:9      | ausgeschieden                       | ausgeschieden | ausgeschieden                 | ausgeschieden | ausgeschieden           | ausgeschieden | ausgeschieden           | ausgeschieden | ausgeschieden                        | ausgeschieden  | 25   |
| Momoha Tabata Romet Mäesalu         | Mixed Doppel | Natalie Wiksten Ross Craik     | 6:8      | ausgeschieden                       | ausgeschieden | ausgeschieden                 | ausgeschieden | ausgeschieden           | ausgeschieden | ausgeschieden           | ausgeschieden | ausgeschieden                        | ausgeschieden  | 25   |
| Ērika Bitmete Takumi Maeda          | Mixed Doppel | Federica Ghedina Jakob Omerzel | 8:6      | Katariina Klammer Michail Wlassenko | 8:7           | Maelle Vergnaud Grunde Buraas | 8:9           | ausgeschieden           | ausgeschieden | ausgeschieden           | ausgeschieden | ausgeschieden                        | ausgeschieden  | 7    |

### Eishockey
| Wettbewerb  | Mädchen |
| ----------- | --- |
| Athleten    | Yuka Chujo Yuzuyu Fujii Nao Fukuda Komomo Itō Makoto Itō Minami Kamada Kaaya Komoto Nagomi Murakami Rio Noro Riri Noro Hina Shimomukai An Shinoda Himari Suzuki Masaki Tanabe Kyoka Tsutsumi Harua Umemori Reina Sato |
| Vorrunde    | Tschechien 4:1 Schweiz 5:1 |
| Halbfinale  | Slowakei 5:0 |
| Finale      | Schweden 4:1 |
| Platzierung | Gold |

Im 3×3 Eishockey spielten die Athleten in gemischten Mannschaften.
| Mannschaft     | Athleten | Vorrunde       | Vorrunde  | Halbfinale     | Halbfinale    | Finale/Spiel um Bronze        | Finale/Spiel um Bronze | Rang   |
| Mannschaft     | Athleten | Gegner         | Ergebnis  | Gegner         | Ergebnis      | Gegner                        | Ergebnis               | Rang   |
| -------------- | --- | -------------- | --------- | -------------- | ------------- | ----------------------------- | ---------------------- | ------ |
| Jungen         | |                |           |                |               |                               |                        |        |
| _ Team Blau    | Chen Chih-yuan Jakub Trzebunia Caleb Chapman Ziya Efe Güçlü Hong Seung-woo Daniel Assavolyuk Joris Valčiukas Riley Langille Cater Hamill Konrad Kudeviita Simone Terraneo Oliver Thestrup Hansen Issa Otsuka   | _ Team Grau    | 8:9       | ausgeschieden  | ausgeschieden | ausgeschieden                 | ausgeschieden          | 8      |
| _ Team Blau    | Chen Chih-yuan Jakub Trzebunia Caleb Chapman Ziya Efe Güçlü Hong Seung-woo Daniel Assavolyuk Joris Valčiukas Riley Langille Cater Hamill Konrad Kudeviita Simone Terraneo Oliver Thestrup Hansen Issa Otsuka   | _ Team Orange  | 1:12      | ausgeschieden  | ausgeschieden | ausgeschieden                 | ausgeschieden          | 8      |
| _ Team Blau    | Chen Chih-yuan Jakub Trzebunia Caleb Chapman Ziya Efe Güçlü Hong Seung-woo Daniel Assavolyuk Joris Valčiukas Riley Langille Cater Hamill Konrad Kudeviita Simone Terraneo Oliver Thestrup Hansen Issa Otsuka   | _ Team Schwarz | 8:14      | ausgeschieden  | ausgeschieden | ausgeschieden                 | ausgeschieden          | 8      |
| _ Team Blau    | Chen Chih-yuan Jakub Trzebunia Caleb Chapman Ziya Efe Güçlü Hong Seung-woo Daniel Assavolyuk Joris Valčiukas Riley Langille Cater Hamill Konrad Kudeviita Simone Terraneo Oliver Thestrup Hansen Issa Otsuka   | _ Team Grün    | 6:11      | ausgeschieden  | ausgeschieden | ausgeschieden                 | ausgeschieden          | 8      |
| _ Team Blau    | Chen Chih-yuan Jakub Trzebunia Caleb Chapman Ziya Efe Güçlü Hong Seung-woo Daniel Assavolyuk Joris Valčiukas Riley Langille Cater Hamill Konrad Kudeviita Simone Terraneo Oliver Thestrup Hansen Issa Otsuka   | _ Team Gelb    | 8:13      | ausgeschieden  | ausgeschieden | ausgeschieden                 | ausgeschieden          | 8      |
| _ Team Blau    | Chen Chih-yuan Jakub Trzebunia Caleb Chapman Ziya Efe Güçlü Hong Seung-woo Daniel Assavolyuk Joris Valčiukas Riley Langille Cater Hamill Konrad Kudeviita Simone Terraneo Oliver Thestrup Hansen Issa Otsuka   | _ Team Braun   | 2:14      | ausgeschieden  | ausgeschieden | ausgeschieden                 | ausgeschieden          | 8      |
| _ Team Blau    | Chen Chih-yuan Jakub Trzebunia Caleb Chapman Ziya Efe Güçlü Hong Seung-woo Daniel Assavolyuk Joris Valčiukas Riley Langille Cater Hamill Konrad Kudeviita Simone Terraneo Oliver Thestrup Hansen Issa Otsuka   | _ Team Rot     | 11:18     | ausgeschieden  | ausgeschieden | ausgeschieden                 | ausgeschieden          | 8      |
| _ Team Grau    | Thawab Al-Subaey Alejandro Resendiz Nowruz Baýhanow Gosei Daikuhara Timofei Katkow Pablo Mata Sohn Hyun Patrik Melicher Jan Billa Nino Tomow Boldizsár Szalay Lukas Svedin Alexei Baidek                       | _ Team Blau    | 9:8       | ausgeschieden  | ausgeschieden | ausgeschieden                 | ausgeschieden          | 5      |
| _ Team Grau    | Thawab Al-Subaey Alejandro Resendiz Nowruz Baýhanow Gosei Daikuhara Timofei Katkow Pablo Mata Sohn Hyun Patrik Melicher Jan Billa Nino Tomow Boldizsár Szalay Lukas Svedin Alexei Baidek                       | _ Team Gelb    | 11:8      | ausgeschieden  | ausgeschieden | ausgeschieden                 | ausgeschieden          | 5      |
| _ Team Grau    | Thawab Al-Subaey Alejandro Resendiz Nowruz Baýhanow Gosei Daikuhara Timofei Katkow Pablo Mata Sohn Hyun Patrik Melicher Jan Billa Nino Tomow Boldizsár Szalay Lukas Svedin Alexei Baidek                       | _ Team Braun   | 6:16      | ausgeschieden  | ausgeschieden | ausgeschieden                 | ausgeschieden          | 5      |
| _ Team Grau    | Thawab Al-Subaey Alejandro Resendiz Nowruz Baýhanow Gosei Daikuhara Timofei Katkow Pablo Mata Sohn Hyun Patrik Melicher Jan Billa Nino Tomow Boldizsár Szalay Lukas Svedin Alexei Baidek                       | _ Team Rot     | 13:9      | ausgeschieden  | ausgeschieden | ausgeschieden                 | ausgeschieden          | 5      |
| _ Team Grau    | Thawab Al-Subaey Alejandro Resendiz Nowruz Baýhanow Gosei Daikuhara Timofei Katkow Pablo Mata Sohn Hyun Patrik Melicher Jan Billa Nino Tomow Boldizsár Szalay Lukas Svedin Alexei Baidek                       | _ Team Grün    | 6:14      | ausgeschieden  | ausgeschieden | ausgeschieden                 | ausgeschieden          | 5      |
| _ Team Grau    | Thawab Al-Subaey Alejandro Resendiz Nowruz Baýhanow Gosei Daikuhara Timofei Katkow Pablo Mata Sohn Hyun Patrik Melicher Jan Billa Nino Tomow Boldizsár Szalay Lukas Svedin Alexei Baidek                       | _ Team Schwarz | 8:16      | ausgeschieden  | ausgeschieden | ausgeschieden                 | ausgeschieden          | 5      |
| _ Team Grau    | Thawab Al-Subaey Alejandro Resendiz Nowruz Baýhanow Gosei Daikuhara Timofei Katkow Pablo Mata Sohn Hyun Patrik Melicher Jan Billa Nino Tomow Boldizsár Szalay Lukas Svedin Alexei Baidek                       | _ Team Orange  | 5:2       | ausgeschieden  | ausgeschieden | ausgeschieden                 | ausgeschieden          | 5      |
| _ Team Orange  | Matthew Hamnett Jakub Michalski Diego Rodríguez Tomoyoshi Yuki Nicolò Remolato Jack Lewis Kim Sang-yeob Jonas Dobnig Roman Kechter Márk Weidemann Leni Michellod Iwan Nowoschilow Jan Schostak                 | _ Team Rot     | 8:6       | ausgeschieden  | ausgeschieden | ausgeschieden                 | ausgeschieden          | 6      |
| _ Team Orange  | Matthew Hamnett Jakub Michalski Diego Rodríguez Tomoyoshi Yuki Nicolò Remolato Jack Lewis Kim Sang-yeob Jonas Dobnig Roman Kechter Márk Weidemann Leni Michellod Iwan Nowoschilow Jan Schostak                 | _ Team Blau    | 12:1      | ausgeschieden  | ausgeschieden | ausgeschieden                 | ausgeschieden          | 6      |
| _ Team Orange  | Matthew Hamnett Jakub Michalski Diego Rodríguez Tomoyoshi Yuki Nicolò Remolato Jack Lewis Kim Sang-yeob Jonas Dobnig Roman Kechter Márk Weidemann Leni Michellod Iwan Nowoschilow Jan Schostak                 | _ Team Gelb    | 4:9       | ausgeschieden  | ausgeschieden | ausgeschieden                 | ausgeschieden          | 6      |
| _ Team Orange  | Matthew Hamnett Jakub Michalski Diego Rodríguez Tomoyoshi Yuki Nicolò Remolato Jack Lewis Kim Sang-yeob Jonas Dobnig Roman Kechter Márk Weidemann Leni Michellod Iwan Nowoschilow Jan Schostak                 | _ Team Braun   | 10:14     | ausgeschieden  | ausgeschieden | ausgeschieden                 | ausgeschieden          | 6      |
| _ Team Orange  | Matthew Hamnett Jakub Michalski Diego Rodríguez Tomoyoshi Yuki Nicolò Remolato Jack Lewis Kim Sang-yeob Jonas Dobnig Roman Kechter Márk Weidemann Leni Michellod Iwan Nowoschilow Jan Schostak                 | _ Team Schwarz | 14:8      | ausgeschieden  | ausgeschieden | ausgeschieden                 | ausgeschieden          | 6      |
| _ Team Orange  | Matthew Hamnett Jakub Michalski Diego Rodríguez Tomoyoshi Yuki Nicolò Remolato Jack Lewis Kim Sang-yeob Jonas Dobnig Roman Kechter Márk Weidemann Leni Michellod Iwan Nowoschilow Jan Schostak                 | _ Team Grün    | 6:8       | ausgeschieden  | ausgeschieden | ausgeschieden                 | ausgeschieden          | 6      |
| _ Team Orange  | Matthew Hamnett Jakub Michalski Diego Rodríguez Tomoyoshi Yuki Nicolò Remolato Jack Lewis Kim Sang-yeob Jonas Dobnig Roman Kechter Márk Weidemann Leni Michellod Iwan Nowoschilow Jan Schostak                 | _ Team Grau    | 2:5       | ausgeschieden  | ausgeschieden | ausgeschieden                 | ausgeschieden          | 6      |
| _ Team Schwarz | Ruben Esposito Lukas Floriantschitz Kerem Alsan Jaroslaw Labutkin Yu Jiacong Corné van Stuijvenberg Wataru Suzuki Adam Sýkora Dominik Pavlata Linas Dėdinas Daniil Karpowitsch Kalle Varis Matthias Rindone    | _ Team Braun   | 7:6       | _ Team Grün    | 3:7           | Spiel um Bronze: _ Team Braun | 5:6                    | 4      |
| _ Team Schwarz | Ruben Esposito Lukas Floriantschitz Kerem Alsan Jaroslaw Labutkin Yu Jiacong Corné van Stuijvenberg Wataru Suzuki Adam Sýkora Dominik Pavlata Linas Dėdinas Daniil Karpowitsch Kalle Varis Matthias Rindone    | _ Team Rot     | 5:4       | _ Team Grün    | 3:7           | Spiel um Bronze: _ Team Braun | 5:6                    | 4      |
| _ Team Schwarz | Ruben Esposito Lukas Floriantschitz Kerem Alsan Jaroslaw Labutkin Yu Jiacong Corné van Stuijvenberg Wataru Suzuki Adam Sýkora Dominik Pavlata Linas Dėdinas Daniil Karpowitsch Kalle Varis Matthias Rindone    | _ Team Blau    | 4:8       | _ Team Grün    | 3:7           | Spiel um Bronze: _ Team Braun | 5:6                    | 4      |
| _ Team Schwarz | Ruben Esposito Lukas Floriantschitz Kerem Alsan Jaroslaw Labutkin Yu Jiacong Corné van Stuijvenberg Wataru Suzuki Adam Sýkora Dominik Pavlata Linas Dėdinas Daniil Karpowitsch Kalle Varis Matthias Rindone    | _ Team Gelb    | 7:2       | _ Team Grün    | 3:7           | Spiel um Bronze: _ Team Braun | 5:6                    | 4      |
| _ Team Schwarz | Ruben Esposito Lukas Floriantschitz Kerem Alsan Jaroslaw Labutkin Yu Jiacong Corné van Stuijvenberg Wataru Suzuki Adam Sýkora Dominik Pavlata Linas Dėdinas Daniil Karpowitsch Kalle Varis Matthias Rindone    | _ Team Orange  | 8:14      | _ Team Grün    | 3:7           | Spiel um Bronze: _ Team Braun | 5:6                    | 4      |
| _ Team Schwarz | Ruben Esposito Lukas Floriantschitz Kerem Alsan Jaroslaw Labutkin Yu Jiacong Corné van Stuijvenberg Wataru Suzuki Adam Sýkora Dominik Pavlata Linas Dėdinas Daniil Karpowitsch Kalle Varis Matthias Rindone    | _ Team Grau    | 16:8      | _ Team Grün    | 3:7           | Spiel um Bronze: _ Team Braun | 5:6                    | 4      |
| _ Team Schwarz | Ruben Esposito Lukas Floriantschitz Kerem Alsan Jaroslaw Labutkin Yu Jiacong Corné van Stuijvenberg Wataru Suzuki Adam Sýkora Dominik Pavlata Linas Dėdinas Daniil Karpowitsch Kalle Varis Matthias Rindone    | _ Team Grün    | 6:4       | _ Team Grün    | 3:7           | Spiel um Bronze: _ Team Braun | 5:6                    | 4      |
| Mädchen        | |                |           |                |               |                               |                        |        |
| _ Team Blau    | Sidre Özer Valerie Christmann Anna Kot Marija Runewska Mirren Foy Zuzana Dobiašová Jana Krascheninina Maya Stöber Regina Metzler Karolina Hengelmüller Nikki Sharp Yuna Kusama Aya Juhl Petersen               | _ Team Grau    | 8:9       | _ Team Gelb    | 5:7           | Spiel um Bronze: _ Team Braun | 6:4                    | Bronze |
| _ Team Blau    | Sidre Özer Valerie Christmann Anna Kot Marija Runewska Mirren Foy Zuzana Dobiašová Jana Krascheninina Maya Stöber Regina Metzler Karolina Hengelmüller Nikki Sharp Yuna Kusama Aya Juhl Petersen               | _ Team Orange  | 1:12      | _ Team Gelb    | 5:7           | Spiel um Bronze: _ Team Braun | 6:4                    | Bronze |
| _ Team Blau    | Sidre Özer Valerie Christmann Anna Kot Marija Runewska Mirren Foy Zuzana Dobiašová Jana Krascheninina Maya Stöber Regina Metzler Karolina Hengelmüller Nikki Sharp Yuna Kusama Aya Juhl Petersen               | _ Team Schwarz | 8:14      | _ Team Gelb    | 5:7           | Spiel um Bronze: _ Team Braun | 6:4                    | Bronze |
| _ Team Blau    | Sidre Özer Valerie Christmann Anna Kot Marija Runewska Mirren Foy Zuzana Dobiašová Jana Krascheninina Maya Stöber Regina Metzler Karolina Hengelmüller Nikki Sharp Yuna Kusama Aya Juhl Petersen               | _ Team Grün    | 6:11      | _ Team Gelb    | 5:7           | Spiel um Bronze: _ Team Braun | 6:4                    | Bronze |
| _ Team Blau    | Sidre Özer Valerie Christmann Anna Kot Marija Runewska Mirren Foy Zuzana Dobiašová Jana Krascheninina Maya Stöber Regina Metzler Karolina Hengelmüller Nikki Sharp Yuna Kusama Aya Juhl Petersen               | _ Team Gelb    | 8:13      | _ Team Gelb    | 5:7           | Spiel um Bronze: _ Team Braun | 6:4                    | Bronze |
| _ Team Blau    | Sidre Özer Valerie Christmann Anna Kot Marija Runewska Mirren Foy Zuzana Dobiašová Jana Krascheninina Maya Stöber Regina Metzler Karolina Hengelmüller Nikki Sharp Yuna Kusama Aya Juhl Petersen               | _ Team Braun   | 2:14      | _ Team Gelb    | 5:7           | Spiel um Bronze: _ Team Braun | 6:4                    | Bronze |
| _ Team Blau    | Sidre Özer Valerie Christmann Anna Kot Marija Runewska Mirren Foy Zuzana Dobiašová Jana Krascheninina Maya Stöber Regina Metzler Karolina Hengelmüller Nikki Sharp Yuna Kusama Aya Juhl Petersen               | _ Team Rot     | 11:18     | _ Team Gelb    | 5:7           | Spiel um Bronze: _ Team Braun | 6:4                    | Bronze |
| _ Team Braun   | Arwen Nylaander Julia Termens Nausikäa Clement Ximena González Riko Matsumoto Roos Karst Celine Mayer Alicja Sowa Barbora Bartáková Marja Linzbichler Tallulah Bryant Ivana Latková Daniella Lauritzen Pizarro | _ Team Schwarz | 13:11     | _ Team Schwarz | 7:11          | Spiel um Bronze: _ Team Blau  | 4:6                    | 4      |
| _ Team Braun   | Arwen Nylaander Julia Termens Nausikäa Clement Ximena González Riko Matsumoto Roos Karst Celine Mayer Alicja Sowa Barbora Bartáková Marja Linzbichler Tallulah Bryant Ivana Latková Daniella Lauritzen Pizarro | _ Team Grün    | 6:8       | _ Team Schwarz | 7:11          | Spiel um Bronze: _ Team Blau  | 4:6                    | 4      |
| _ Team Braun   | Arwen Nylaander Julia Termens Nausikäa Clement Ximena González Riko Matsumoto Roos Karst Celine Mayer Alicja Sowa Barbora Bartáková Marja Linzbichler Tallulah Bryant Ivana Latková Daniella Lauritzen Pizarro | _ Team Grau    | 16:6      | _ Team Schwarz | 7:11          | Spiel um Bronze: _ Team Blau  | 4:6                    | 4      |
| _ Team Braun   | Arwen Nylaander Julia Termens Nausikäa Clement Ximena González Riko Matsumoto Roos Karst Celine Mayer Alicja Sowa Barbora Bartáková Marja Linzbichler Tallulah Bryant Ivana Latková Daniella Lauritzen Pizarro | _ Team Orange  | 14:10     | _ Team Schwarz | 7:11          | Spiel um Bronze: _ Team Blau  | 4:6                    | 4      |
| _ Team Braun   | Arwen Nylaander Julia Termens Nausikäa Clement Ximena González Riko Matsumoto Roos Karst Celine Mayer Alicja Sowa Barbora Bartáková Marja Linzbichler Tallulah Bryant Ivana Latková Daniella Lauritzen Pizarro | _ Team Rot     | 5:11      | _ Team Schwarz | 7:11          | Spiel um Bronze: _ Team Blau  | 4:6                    | 4      |
| _ Team Braun   | Arwen Nylaander Julia Termens Nausikäa Clement Ximena González Riko Matsumoto Roos Karst Celine Mayer Alicja Sowa Barbora Bartáková Marja Linzbichler Tallulah Bryant Ivana Latková Daniella Lauritzen Pizarro | _ Team Blau    | 14:2      | _ Team Schwarz | 7:11          | Spiel um Bronze: _ Team Blau  | 4:6                    | 4      |
| _ Team Braun   | Arwen Nylaander Julia Termens Nausikäa Clement Ximena González Riko Matsumoto Roos Karst Celine Mayer Alicja Sowa Barbora Bartáková Marja Linzbichler Tallulah Bryant Ivana Latková Daniella Lauritzen Pizarro | _ Team Gelb    | 8:6       | _ Team Schwarz | 7:11          | Spiel um Bronze: _ Team Blau  | 4:6                    | 4      |
| _ Team Grün    | Melanie Hernández Annie Sommer Huang Chun-lin Delfina Fattore Chanel Hofverberg Emma Donovalová Agata Muraro Ruka Kiyokawa Jessie Taylor Lisa Schröfl Kang Si-hyun Barbora Dalecká Fruzsina Szabó              | _ Team Gelb    | 10:5      | ausgeschieden  | ausgeschieden | ausgeschieden                 | ausgeschieden          | 5      |
| _ Team Grün    | Melanie Hernández Annie Sommer Huang Chun-lin Delfina Fattore Chanel Hofverberg Emma Donovalová Agata Muraro Ruka Kiyokawa Jessie Taylor Lisa Schröfl Kang Si-hyun Barbora Dalecká Fruzsina Szabó              | _ Team Braun   | 8:6       | ausgeschieden  | ausgeschieden | ausgeschieden                 | ausgeschieden          | 5      |
| _ Team Grün    | Melanie Hernández Annie Sommer Huang Chun-lin Delfina Fattore Chanel Hofverberg Emma Donovalová Agata Muraro Ruka Kiyokawa Jessie Taylor Lisa Schröfl Kang Si-hyun Barbora Dalecká Fruzsina Szabó              | _ Team Rot     | 9:8 n. V. | ausgeschieden  | ausgeschieden | ausgeschieden                 | ausgeschieden          | 5      |
| _ Team Grün    | Melanie Hernández Annie Sommer Huang Chun-lin Delfina Fattore Chanel Hofverberg Emma Donovalová Agata Muraro Ruka Kiyokawa Jessie Taylor Lisa Schröfl Kang Si-hyun Barbora Dalecká Fruzsina Szabó              | _ Team Blau    | 11:6      | ausgeschieden  | ausgeschieden | ausgeschieden                 | ausgeschieden          | 5      |
| _ Team Grün    | Melanie Hernández Annie Sommer Huang Chun-lin Delfina Fattore Chanel Hofverberg Emma Donovalová Agata Muraro Ruka Kiyokawa Jessie Taylor Lisa Schröfl Kang Si-hyun Barbora Dalecká Fruzsina Szabó              | _ Team Grau    | 14:6      | ausgeschieden  | ausgeschieden | ausgeschieden                 | ausgeschieden          | 5      |
| _ Team Grün    | Melanie Hernández Annie Sommer Huang Chun-lin Delfina Fattore Chanel Hofverberg Emma Donovalová Agata Muraro Ruka Kiyokawa Jessie Taylor Lisa Schröfl Kang Si-hyun Barbora Dalecká Fruzsina Szabó              | _ Team Orange  | 8:6       | ausgeschieden  | ausgeschieden | ausgeschieden                 | ausgeschieden          | 5      |
| _ Team Grün    | Melanie Hernández Annie Sommer Huang Chun-lin Delfina Fattore Chanel Hofverberg Emma Donovalová Agata Muraro Ruka Kiyokawa Jessie Taylor Lisa Schröfl Kang Si-hyun Barbora Dalecká Fruzsina Szabó              | _ Team Schwarz | 4:6       | ausgeschieden  | ausgeschieden | ausgeschieden                 | ausgeschieden          | 5      |
| _ Team Orange  | Polina Lubenez Wang Meihe Sanne Claessens Saskia Rohregger Isabel Walberg Molly Lukowiak Yoo Seo-young Nadia Sancha Sena Hasegawa Dóra Véghelyi Emma Hofbauer Julija Wolkowa Kristina Chernova                 | _ Team Rot     | 8:6       | ausgeschieden  | ausgeschieden | ausgeschieden                 | ausgeschieden          | 8      |
| _ Team Orange  | Polina Lubenez Wang Meihe Sanne Claessens Saskia Rohregger Isabel Walberg Molly Lukowiak Yoo Seo-young Nadia Sancha Sena Hasegawa Dóra Véghelyi Emma Hofbauer Julija Wolkowa Kristina Chernova                 | _ Team Blau    | 12:1      | ausgeschieden  | ausgeschieden | ausgeschieden                 | ausgeschieden          | 8      |
| _ Team Orange  | Polina Lubenez Wang Meihe Sanne Claessens Saskia Rohregger Isabel Walberg Molly Lukowiak Yoo Seo-young Nadia Sancha Sena Hasegawa Dóra Véghelyi Emma Hofbauer Julija Wolkowa Kristina Chernova                 | _ Team Gelb    | 4:9       | ausgeschieden  | ausgeschieden | ausgeschieden                 | ausgeschieden          | 8      |
| _ Team Orange  | Polina Lubenez Wang Meihe Sanne Claessens Saskia Rohregger Isabel Walberg Molly Lukowiak Yoo Seo-young Nadia Sancha Sena Hasegawa Dóra Véghelyi Emma Hofbauer Julija Wolkowa Kristina Chernova                 | _ Team Braun   | 10:14     | ausgeschieden  | ausgeschieden | ausgeschieden                 | ausgeschieden          | 8      |
| _ Team Orange  | Polina Lubenez Wang Meihe Sanne Claessens Saskia Rohregger Isabel Walberg Molly Lukowiak Yoo Seo-young Nadia Sancha Sena Hasegawa Dóra Véghelyi Emma Hofbauer Julija Wolkowa Kristina Chernova                 | _ Team Schwarz | 14:8      | ausgeschieden  | ausgeschieden | ausgeschieden                 | ausgeschieden          | 8      |
| _ Team Orange  | Polina Lubenez Wang Meihe Sanne Claessens Saskia Rohregger Isabel Walberg Molly Lukowiak Yoo Seo-young Nadia Sancha Sena Hasegawa Dóra Véghelyi Emma Hofbauer Julija Wolkowa Kristina Chernova                 | _ Team Grün    | 6:8       | ausgeschieden  | ausgeschieden | ausgeschieden                 | ausgeschieden          | 8      |
| _ Team Orange  | Polina Lubenez Wang Meihe Sanne Claessens Saskia Rohregger Isabel Walberg Molly Lukowiak Yoo Seo-young Nadia Sancha Sena Hasegawa Dóra Véghelyi Emma Hofbauer Julija Wolkowa Kristina Chernova                 | _ Team Grau    | 2:5       | ausgeschieden  | ausgeschieden | ausgeschieden                 | ausgeschieden          | 8      |
| _ Team Schwarz | Angelina Hurschler Courtney Mahoney Zhang Xinyue Chang En-ni Alicja Mota Nikola Janeková Amy Robery Darja Petrowa Kimberly Collard Luca Márton Reina Sato Emilia Kyrkkö Carlotta Regine                        | _ Team Braun   | 11:13     | _ Team Braun   | 11:7          | _ Team Gelb                   | 1:6                    | Silber |
| _ Team Schwarz | Angelina Hurschler Courtney Mahoney Zhang Xinyue Chang En-ni Alicja Mota Nikola Janeková Amy Robery Darja Petrowa Kimberly Collard Luca Márton Reina Sato Emilia Kyrkkö Carlotta Regine                        | _ Team Rot     | 9:12      | _ Team Braun   | 11:7          | _ Team Gelb                   | 1:6                    | Silber |
| _ Team Schwarz | Angelina Hurschler Courtney Mahoney Zhang Xinyue Chang En-ni Alicja Mota Nikola Janeková Amy Robery Darja Petrowa Kimberly Collard Luca Márton Reina Sato Emilia Kyrkkö Carlotta Regine                        | _ Team Blau    | 14:8      | _ Team Braun   | 11:7          | _ Team Gelb                   | 1:6                    | Silber |
| _ Team Schwarz | Angelina Hurschler Courtney Mahoney Zhang Xinyue Chang En-ni Alicja Mota Nikola Janeková Amy Robery Darja Petrowa Kimberly Collard Luca Márton Reina Sato Emilia Kyrkkö Carlotta Regine                        | _ Team Gelb    | 19:7      | _ Team Braun   | 11:7          | _ Team Gelb                   | 1:6                    | Silber |
| _ Team Schwarz | Angelina Hurschler Courtney Mahoney Zhang Xinyue Chang En-ni Alicja Mota Nikola Janeková Amy Robery Darja Petrowa Kimberly Collard Luca Márton Reina Sato Emilia Kyrkkö Carlotta Regine                        | _ Team Orange  | 8:14      | _ Team Braun   | 11:7          | _ Team Gelb                   | 1:6                    | Silber |
| _ Team Schwarz | Angelina Hurschler Courtney Mahoney Zhang Xinyue Chang En-ni Alicja Mota Nikola Janeková Amy Robery Darja Petrowa Kimberly Collard Luca Márton Reina Sato Emilia Kyrkkö Carlotta Regine                        | _ Team Grau    | 16:8      | _ Team Braun   | 11:7          | _ Team Gelb                   | 1:6                    | Silber |
| _ Team Schwarz | Angelina Hurschler Courtney Mahoney Zhang Xinyue Chang En-ni Alicja Mota Nikola Janeková Amy Robery Darja Petrowa Kimberly Collard Luca Márton Reina Sato Emilia Kyrkkö Carlotta Regine                        | _ Team Grün    | 6:4       | _ Team Braun   | 11:7          | _ Team Gelb                   | 1:6                    | Silber |

### Eiskunstlauf
| Athleten                       | Wettbewerbe | Kurzprogramm/-tanz | Kurzprogramm/-tanz | Kür/Kürtanz | Kür/Kürtanz | Gesamt | Gesamt |
| Athleten                       | Wettbewerbe | Punkte             | Rang               | Punkte      | Rang        | Punkte | Rang   |
| ------------------------------ | ----------- | ------------------ | ------------------ | ----------- | ----------- | ------ | ------ |
| Jungen                         |             |                    |                    |             |             |        |        |
| Yuma Kagiyama                  | Einzel      | 72,76              | 3                  | 166,41      | 1           | 239,17 | Gold   |
| Mädchen                        |             |                    |                    |             |             |        |        |
| Mana Kawabe                    | Einzel      | 65,84              | 4                  | 119,38      | 3           | 185,22 | 4      |
| Mixed                          |             |                    |                    |             |             |        |        |
| Utana Yoshida Shingo Nishiyama | Eistanz     | 56,38              | 6                  | 92,32       | 4           | 148,70 | 6      |

| Athleten                                                                                                  | Wettbewerb     | Jungen Einzel | Jungen Einzel | Mädchen Einzel | Mädchen Einzel | Paarlauf | Paarlauf | Eistanz | Eistanz  | Gesamt   | Gesamt |
| Athleten                                                                                                  | Wettbewerb     | Punkte        | Teampkt.      | Punkte         | Teampkt.       | Punkte   | Teampkt. | Punkte  | Teampkt. | Teampkt. | Rang   |
| --- | -------------- | ------------- | ------------- | -------------- | -------------- | -------- | -------- | ------- | -------- | -------- | ------ |
| Mixed |                |               |               |                |                |          |          |         |          |          |        |
| Team Courage Arlet Levandi Xenija Sinizyna Alina Butaewa / Luka Berulawa Utana Yoshida / Shingo Nishiyama | Teamwettbewerb | 97,63         | 2             | 127,63         | 8              | 100,70   | 6        | 99,31   | 8        | 24       | Gold   |

### Eisschnelllauf
| Athleten                                                             | Wettbewerbe | Zeit         | Rang   |
| -------------------------------------------------------------------- | ----------- | ------------ | ------ |
| Jungen                                                               |             |              |        |
| Motonaga Arito                                                       | 500 m       | 38,31 s      | 13     |
| Motonaga Arito                                                       | 1000 m      | 1:52,24 min  | Gold   |
| Yudai Yamamoto                                                       | 500 m       | 36,42 s      | Gold   |
| Yudai Yamamoto                                                       | 1000 m      | 1:59,36 min  | 10     |
| Mädchen                                                              |             |              |        |
| Yuka Takahashi                                                       | 500 m       | 42,21 s      | 10     |
| Yuka Takahashi                                                       | 1000 m      | 2:10,58 min  | Silber |
| Yukino Yoshida                                                       | 500 m       | 41,16 s      | Bronze |
| Yukino Yoshida                                                       | 1000 m      | 2:17,054 min | 9      |
| Mixed                                                                |             |              |        |
| Team 3 Sini Siro Yukino Yoshida Ignaz Gschwentner Alexander Sergejew | Teamsprint  | 2:04,10 min  | Gold   |
| Team 7 Warwara Bandaryna Myrthe de Boer Lukáš Steklý Yudai Yamamoto  | Teamsprint  | 2:06,80 min  | 5      |
| Team 10 Marta Dobrowolska Yuka Takahashi Michał Kopacz Park Sang-eon | Teamsprint  | 2:08,62 min  | 10     |
| Team 16 Laura Kivioja Daria Kopacz Theo Collins Motonaga Arito       | Teamsprint  | 2:05,92 min  | Silber |

| Athleten       | Wettbewerbe | Halbfinale | Halbfinale  | Halbfinale | Finale | Finale      | Finale | Rang |
| Athleten       | Wettbewerbe | Punkte     | Zeit        | Rang       | Punkte | Zeit        | Rang   | Rang |
| -------------- | ----------- | ---------- | ----------- | ---------- | ------ | ----------- | ------ | ---- |
| Jungen         |             |            |             |            |        |             |        |      |
| Motonaga Arito | Massenstart | 31         | 5:53,77 min | 1          | 30     | 6:29,72 min | 1      | Gold |
| Yudai Yamamoto | Massenstart | 3          | 6:36,80 min | 5          | 1      | 6:49,70 min | 10     | 10   |
| Mädchen        |             |            |             |            |        |             |        |      |
| Yuka Takahashi | Massenstart | 20         | 6:13,86 min | 2          | 4      | 6:51,07 min | 5      | 5    |
| Yukino Yoshida | Massenstart | 4          | 6:50,83 min | 4          | 0      | 6:57,26 min | 14     | 14   |

### Freestyle-Skiing
| Athleten     | Wettbewerbe | Qualifikation | Qualifikation | Finale        | Finale        | Rang |
| Athleten     | Wettbewerbe | Punkte        | Rang          | Punkte        | Rang          | Rang |
| ------------ | ----------- | ------------- | ------------- | ------------- | ------------- | ---- |
| Jungen       |             |               |               |               |               |      |
| Ruka Itō     | Big Air     | 62,25         | 15            | ausgeschieden | ausgeschieden | 15   |
| Ruka Itō     | Slopestyle  | 63,33         | 12            | 75,66         | 8             | 8    |
| Mädchen      |             |               |               |               |               |      |
| Yuna Koga    | Halfpipe    | 47,00         | 11            | ausgeschieden | ausgeschieden | 11   |
| Yuna Koga    | Slopestyle  | 43,50         | 12            | 50,25         | 9             | 9    |
| Akane Nakata | Halfpipe    | 38,33         | 14            | ausgeschieden | ausgeschieden | 14   |

### Nordische Kombination
| Athleten       | Wettbewerb           | Skispringen | Skispringen | Skispringen | Langlauf    | Langlauf | Rang   |
| Athleten       | Wettbewerb           | Weite       | Punkte      | Rang        | Zeit        | Rang     | Rang   |
| -------------- | -------------------- | ----------- | ----------- | ----------- | ----------- | -------- | ------ |
| Jungen         |                      |             |             |             |             |          |        |
| Yuto Nishikata | Normalschanze / 6 km | 81,0 m      | 108,7       | 12          | 16:09,7 min | 13       | 13     |
| Taiga Onozawa  | Normalschanze / 6 km | 85,0 m      | 108,4       | 14          | 16:49,4 min | 16       | 16     |
| Mädchen        |                      |             |             |             |             |          |        |
| Haruka Kasai   | Normalschanze / 4 km | 76,0 m      | 104,7       | 10          | 13:08,2 min | 9        | 9      |
| Ayane Miyazaki | Normalschanze / 4 km | 84,0 m      | 120,0       | 3           | 11:48,8 min | 2        | Silber |

### Rennrodeln
| Athlet                                                     | Wettbewerb  | Lauf 1   | Lauf 1 | Lauf 2   | Lauf 2 | Gesamt       | Gesamt |
| Athlet                                                     | Wettbewerb  | Zeit     | Rang   | Zeit     | Rang   | Zeit         | Rang   |
| ---------------------------------------------------------- | ----------- | -------- | ------ | -------- | ------ | ------------ | ------ |
| Mädchen                                                    |             |          |        |          |        |              |        |
| Yuki Ishikawa                                              | Einsitzer   | 57,654 s | 23     | 57,402 s | 22     | 1:55,056 min | 22     |
| Mixed                                                      |             |          |        |          |        |              |        |
| Yuki Ishikawa Marius Goncear Adriana Adam / Aliona Busuioc | Teamstaffel | –        | –      | –        | –      | 3:05,755 min | 11     |

### Shorttrack
| Athlet                                                                   | Wettbewerb  | Vorlauf      | Vorlauf | Viertelfinale | Viertelfinale | Halbfinale    | Halbfinale    | Finale                 | Finale        | Rang          |
| Athlet                                                                   | Wettbewerb  | Zeit         | Rang    | Zeit          | Rang          | Zeit          | Rang          | Zeit                   | Rang          | Rang          |
| ------------------------------------------------------------------------ | ----------- | ------------ | ------- | ------------- | ------------- | ------------- | ------------- | ---------------------- | ------------- | ------------- |
| Jungen                                                                   |             |              |         |               |               |               |               |                        |               |               |
| Kosei Hayashi                                                            | 500 m       | 43,912 s     | 2       | 42,878 s      | 4             | ausgeschieden | ausgeschieden | ausgeschieden          | ausgeschieden | 14            |
| Kosei Hayashi                                                            | 1000 m      | 1:37,849 min | 1       | 1:31,554 min  | 2             | 1:32,308 min  | 3             | B-Finale: 1:36,969 min | 4             | 8             |
| Shogo Miyata                                                             | 500 m       | 41,605 s     | 1       | 41,662 s      | 1             | 41,663 s      | 3             | B-Finale: 42,386 s     | 2             | 6             |
| Shogo Miyata                                                             | 1000 m      | DNF          | DNF     | ausgeschieden | ausgeschieden | ausgeschieden | ausgeschieden | ausgeschieden          | ausgeschieden | 32            |
| Mädchen                                                                  |             |              |         |               |               |               |               |                        |               |               |
| Haruna Nagamori                                                          | 500 m       | 45,501 s     | 2       | PEN           | PEN           | ausgeschieden | ausgeschieden | ausgeschieden          | ausgeschieden | ausgeschieden |
| Haruna Nagamori                                                          | 1000 m      | 1:47,696 min | 1       | 1:35,182 min  | 3             | ausgeschieden | ausgeschieden | ausgeschieden          | ausgeschieden | 10            |
| Mixed                                                                    |             |              |         |               |               |               |               |                        |               |               |
| Team B Kim Chan-seo Diede van Oorschot Shōgo Miyata Jonathan So          | Teamstaffel | –            | –       | –             | –             | 4:11,095 min  | 1             | 4:12,378 min           | 1             | Gold          |
| Team C Florence Brunelle Anna Ruysschaert Kosei Hayashi Daniil Nikolajew | Teamstaffel | –            | –       | –             | –             | 4:15,601 min  | 3             | B-Finale: 4:16,893 min | 2             | 6             |
| Team E Haruna Nagamori Petra Rusnáková Li Kongchao Julian Macaraeg       | Teamstaffel | –            | –       | –             | –             | 4:22,054 min  | 4             | PEN                    | PEN           | PEN           |

### Skeleton
| Athlet        | Lauf 1      | Lauf 1 | Lauf 2      | Lauf 2 | Gesamt      | Gesamt |
| Athlet        | Zeit        | Rang   | Zeit        | Rang   | Zeit        | Rang   |
| ------------- | ----------- | ------ | ----------- | ------ | ----------- | ------ |
| Jungen        |             |        |             |        |             |        |
| Taido Nagao   | 1:13,13 min | 17     | 1:17,35 min | 19     | 2:30,48 min | 19     |
| Takanobu Usui | 1:10,29 min | 5      | 1:09,67 min | 5      | 2:19,96 min | 5      |

### Ski Alpin
| Athleten       | Wettbewerbe  | 1. Lauf     | 1. Lauf | 2. Lauf     | 2. Lauf | Gesamt      | Gesamt |
| Athleten       | Wettbewerbe  | Zeit        | Rang    | Zeit        | Rang    | Zeit        | Rang   |
| -------------- | ------------ | ----------- | ------- | ----------- | ------- | ----------- | ------ |
| Jungen         |              |             |         |             |         |             |        |
| Ohra Kimishima | Riesenslalom | DNF         | DNF     | DNF         | DNF     | DNF         | DNF    |
| Ohra Kimishima | Slalom       | 38,54 s     | 17      | 40,94 s     | 10      | 1:19,48 min | 11     |
| Ohra Kimishima | Super-G      | –           | –       | –           | –       | 58,52 s     | 42     |
| Ohra Kimishima | Kombination  | 58,52 s     | 42      | 36,02 s     | 23      | 1:34,54 min | 26     |
| Mädchen        |              |             |         |             |         |             |        |
| Yuka Wakatsuki | Riesenslalom | 1:10,59 min | 34      | 1:09,44 min | 27      | 2:20,03 min | 26     |
| Yuka Wakatsuki | Slalom       | 49,79 s     | 29      | 48,98 s     | 25      | 1:38,77 min | 24     |
| Yuka Wakatsuki | Super-G      | –           | –       | –           | –       | 1:02,38 min | 41     |
| Yuka Wakatsuki | Kombination  | 1:02,38 min | 41      | 41,47 s     | 26      | 1:43,85 min | 28     |

| Athleten                      | Wettbewerbe    | Achtelfinale | Achtelfinale | Viertelfinale | Viertelfinale | Halbfinale    | Halbfinale    | Finale/Platz 3 | Finale/Platz 3 | Rang |
| Athleten                      | Wettbewerbe    | Gegner       | Ergebnis     | Gegner        | Ergebnis      | Gegner        | Ergebnis      | Gegner         | Ergebnis       | Rang |
| ----------------------------- | -------------- | ------------ | ------------ | ------------- | ------------- | ------------- | ------------- | -------------- | -------------- | ---- |
| Mixed                         |                |              |              |               |               |               |               |                |                |      |
| Yuka Wakatsuki Ohra Kimishima | Teamwettbewerb | Norwegen     | 0:4          | ausgeschieden | ausgeschieden | ausgeschieden | ausgeschieden | ausgeschieden  | ausgeschieden  | 16   |

### Skilanglauf
| Athleten    | Wettbewerbe     | Qualifikation | Qualifikation | Viertelfinale | Viertelfinale | Halbfinale    | Halbfinale    | Finale        | Finale        | Rang |
| Athleten    | Wettbewerbe     | Zeit          | Rang          | Zeit          | Rang          | Zeit          | Rang          | Zeit          | Rang          | Rang |
| ----------- | --------------- | ------------- | ------------- | ------------- | ------------- | ------------- | ------------- | ------------- | ------------- | ---- |
| Mädchen     |                 |               |               |               |               |               |               |               |               |      |
| Chika Honda | 5 km klassisch  | –             | –             | –             | –             | –             | –             | 15:34,3 min   | 19            | 19   |
| Chika Honda | Sprint Freistil | 2:57,31 min   | 27            | 2:54,69 min   | 6             | ausgeschieden | ausgeschieden | ausgeschieden | ausgeschieden | 28   |
| Chika Honda | Langlauf-Cross  | 5:27,62 min   | 33            | –             | –             | ausgeschieden | ausgeschieden | ausgeschieden | ausgeschieden | 33   |

### Skispringen
| Athleten                                               | Wettbewerb                 | 1. Durchgang | 1. Durchgang | 1. Durchgang | 2. Durchgang | 2. Durchgang | 2. Durchgang | Gesamt | Gesamt |
| Athleten                                               | Wettbewerb                 | Weite        | Punkte       | Rang         | Weite        | Punkte       | Rang         | Punkte | Rang   |
| ------------------------------------------------------ | -------------------------- | ------------ | ------------ | ------------ | ------------ | ------------ | ------------ | ------ | ------ |
| Jungen                                                 |                            |              |              |              |              |              |              |        |        |
| Sota Kudo                                              | Normalschanze              | DSQ          | DSQ          | DSQ          | DSQ          | DSQ          | DSQ          | DSQ    | DSQ    |
| Mädchen                                                |                            |              |              |              |              |              |              |        |        |
| Yuna Kasai                                             | Normalschanze              | 82,5 m       | 109,3        | 5            | 74,0 m       | 86,9         | 8            | 196,2  | 6      |
| Machiko Kubota                                         | Normalschanze              | 82,5 m       | 107,3        | 6            | 73,0 m       | 95,2         | 4            | 202,5  | 5      |
| Mixed                                                  |                            |              |              |              |              |              |              |        |        |
| Ayane Miyazaki Yuto Nishikata Machiko Kubota Sota Kudo | Teamspringen Normalschanze | 330,5 m      | 471,6        | 2            | 321,5 m      | 466,4        | 2            | 938,0  | Silber |

### Snowboard
| Athleten       | Wettbewerbe | Qualifikation | Qualifikation | Finale        | Finale        | Rang   |
| Athleten       | Wettbewerbe | Punkte        | Rang          | Punkte        | Rang          | Rang   |
| -------------- | ----------- | ------------- | ------------- | ------------- | ------------- | ------ |
| Jungen         |             |               |               |               |               |        |
| Aoto Kawakami  | Big Air     | 80,00         | 5             | 191,75        | 2             | Silber |
| Aoto Kawakami  | Slopestyle  | 89,33         | 1             | 63,33         | 4             | 4      |
| Ryoma Kimata   | Big Air     | 95,75         | 1             | 195,00        | 1             | Gold   |
| Ryoma Kimata   | Slopestyle  | 35,66         | 15            | ausgeschieden | ausgeschieden | 15     |
| Kaishu Hirano  | Halfpipe    | 84,66         | 3             | 95,66         | 2             | Silber |
| Ruka Hirano    | Halfpipe    | 97,33         | 1             | 97,33         | 1             | Gold   |
| Mädchen        |             |               |               |               |               |        |
| Hinari Asanuma | Big Air     | 76,00         | 3             | 172,50        | 1             | Gold   |
| Hinari Asanuma | Slopestyle  | 47,00         | 6             | 75,00         | 4             | 4      |
| Kanami Okuyama | Big Air     | 74,00         | 4             | 99,75         | 6             | 6      |
| Kanami Okuyama | Slopestyle  | 49,50         | 5             | 64,25         | 5             | 5      |
| Manon Kaji     | Halfpipe    | 89,33         | 1             | 85,33         | 2             | Silber |
| Mitsuki Ono    | Halfpipe    | 87,00         | 2             | 95,33         | 1             | Gold   |

| Athleten   | Wettbewerbe    | Qualifikation | Halbfinale    | Finale        | Rang |
| Athleten   | Wettbewerbe    | Punkte        | Rang          | Rang          | Rang |
| ---------- | -------------- | ------------- | ------------- | ------------- | ---- |
| Jungen     |                |               |               |               |      |
| Seigo Sato | Snowboardcross | 10            | ausgeschieden | ausgeschieden | 21   |